# Новосілки (Обухівський район)
Новосі́лки — село в Україні, в Обухівському районі Київської області. Населення становить 344 осіб.

## Населення

### Мова
Розподіл населення за рідною мовою за даними перепису 2001 року:
| Мова            | Кількість | Відсоток |
| --------------- | --------- | -------- |
| українська      | 332       | 96.51%   |
| російська       | 9         | 2.62%    |
| болгарська      | 1         | 0.29%    |
| інші/не вказали | 2         | 0.58%    |
| Усього          | 344       | 100%     |